# Johannesberg
Johannesberg település Németországban, azon belül Bajorországban. Lakosainak száma 3994 fő (2023. december 31.). Johannesberg Kleinostheim, Karlstein am Main, Goldbach (Unterfranken), Glattbach és Mainaschaff községekkel határos.

## Népesség
A település népessége az elmúlt években az alábbi módon változott:
| Lakosok száma | 2730 | 2594 | 3888 | 3888 | 3909 | 3911 | 3920 | 3926 | 4006 | 3994 |
|               | 1970 | 1975 | 2011 | 2012 | 2014 | 2015 | 2017 | 2019 | 2022 | 2023 |